# دریاچه گلوبوکویه
دریاچه گلوبوکویه (انگلیسی: Lake Glubokoye) یک دریاچه در استان لنینگراد کشور روسیه است.